# Слава (премия)
Национальная спортивная премия «Слава» — российская премия, вручавшаяся в 2003—2008 годах за лучшие спортивные достижения года.

## Учредители
Советские и российские спортсмены, а также ряд спортивных функционеров Александр Карелин, Алина Кабаева, Гарри Каспаров, Лариса Латынина, Ирина Роднина, Владимир Сальников, Владислав Третьяк, Виталий Мелик-Карамов, Шамиль Тарпищев и Вячеслав Фетисов учредили премию «Слава» 10 апреля 2003 года, основав одноименную общественную академию по изучению спортивных достижений. В состав Академии (президент — Ирина Роднина) входят более чем 400 спорта тренеров, атлетов, журналистов, политиков.

## Номинации
Номинантов на премию выдвигают все национальные федерации по олимпийским видам спорта совместно с Госкомспортом России и Всероссийским добровольным обществом (ВДО) «Спортивная Россия».
Основные лауреаты почетной награды определяются общим тайным голосованием. Лауреаты в еще двух номинациях — «Легенда» и «Преодоление» определяются не общим голосованием. 
Объявляются победители в категориях: 
- Лучший спортсмен,
- Лучшая спортсменка,
- Лучшая женская и мужская команды,
- Лучший тренер,
- «За волю к победе»,
- «Преодоление»,
- «Легенда».

## Приз
Приз академии — лавровый венок из латуни весом один килограмм 200 граммов на подставке из красного дерева — работа известного московского скульптора Андрея Налича.
Первая торжественная церемония награждения национальной спортивной премией «Слава» состоялась 23 мая 2003 года.

## Лауреаты

### Лучший спортсмен года
- 2003 — Алексей Ягудин
- 2004 — Александр Попов
- 2005 — Юрий Борзаковский
- 2006 — Александр Зубков
- 2007 — Евгений Плющенко
- 2008 — Станислав Поздняков

### Лучшая спортсменка года
- 2003 — Светлана Феофанова
- 2004 — Алина Кабаева
- 2005 — Елена Исинбаева
- 2006 — Елена Исинбаева
- 2007 — Светлана Ишмуратова
- 2008 — Татьяна Лебедева

### Лучшая мужская команда года
- 2003 — мужская сборная России по теннису
- 2004 — сборная России по боксу
- 2005 — парная четвёрка по академической гребле
- 2006 — футбольный клуб ЦСКА
- 2007 — мужская сборная России по теннису
- 2008 — мужская сборная России по баскетболу

### Лучшая женская команда года
- 2005 — сборная России по синхронному плаванию
- 2006 — женская сборная России по гандболу
- 2007 — женская сборная России по волейболу
- 2008 — женская сборная России по гандболу

### Лучший тренер года
- 2003 — Шамиль Тарпищев
- 2004 — Николай Хромов
- 2005 — Татьяна Покровская
- 2006 — Ирина Винер
- 2007 — Алексей Мишин
- 2008 — Евгений Трефилов

### Открытие года
- 2003 — Михаил Иванов
- 2004 — Елена Исинбаева
- 2005 — Елена Слесаренко
- 2006 — Ольга Капранова
- 2007 — Евгений Дементьев
- 2008 — Юлия Ефимова

### «За волю к победе»
- 2003 — Михаил Южный
- 2004 — Бувайсар Сайтиев
- 2005 — Денис Нижегородов
- 2006 — Ирина Слуцкая
- 2007 — Екатерина Гамова
- 2008 — Глеб Гальперин

### «За честную игру»
- 2003 — Ирина Караваева
- 2004 — Наталья Писарева
- 2005 — Алексей Немов
- 2006 — Павел Колобков
- 2007 — Альберт Демченко
- 2008 — Федор Емельяненко

### «Преодоление»
- 2003 — Александр Фролов
- 2004 — Танаткан Букин
- 2005 — Ольга Соколова
- 2006 — Игорь Плотников
- 2007 — Любовь Васильева и Владимир Киселёв
- 2008 — Елена Паутова и Андрей Лебединский

### «Легенда спорта»
- 2003 — Лариса Латынина
- 2004 — Александр Рагулин
- 2005 — Лидия Скобликова
- 2006 — Никита Симонян и Алексей Парамонов
- 2007 — Нина Пономарева и Аркадий Воробьев
- 2008 — Лидия Иванова и Валентин Иванов

### «Крылья славы»
- 2007 — Светлана Капанина

## Закрытие премии
Начиная с 2009 года национальная спортивная премия «Слава» не вручается
С уходом Вячеслава Фетисова с поста главы Росспорта новообразованное Министерство спорта учредило собственную спортивную национальную премию «Золотая команда России».